# Lancia Kappa (1919)
O Lancia Kappa é um automóvel de passeio produzido pela Lancia entre 1919 e 1922. Lançado como o primeiro modelo da Lancia no pós-1ª guerra, era uma versão atualizada do antigo Theta. Foram produzidos 1.810 no total, superando o Theta como o automóvel Lancia mais vendido na época.

## Especificações
O motor Tipo 64 de quatro cilindros em linha e válvulas laterais do Kappa foi o primeiro motor da Lancia com cabeçote separado, diferentemente dos modelos monobloco anteriores. Com 4.940 cc de cilindrada, ele produzia 70 cv a 2.200 rpm e alcançava uma velocidade máxima de 125 km/h.
A carroceria separada era construída sobre uma estrutura de escada; na dianteira e na traseira, havia eixos sólidos com molas de lâmina semi-elípticas, e os freios estavam na transmissão e nas rodas traseiras. A transmissão era de 4 velocidades com embreagem seca multidisco.